# Andrea D'Angelo
Andrea D'Angelo (Trieste, 1972) es un escritor italiano de literatura fantástica.
Ha publicado cuatro novelas en la Editrice Nord: una trilogía y una novela de carácter psicológico, La Rocca dei Silenzi. En 2004 fue finalista del Premio Italia con La Fortezza, y en 2006 con La Rocca dei Silenzi.